# 대만군 (일본군)
대만군(台湾軍 타이완군[*], 중국어: 臺灣軍)은 대만 섬에 주둔하였던 일본 제국 육군소속 부대이다.

## 역사
시모노세키 조약에 따라 대만을 점령하게 된 일본 제국은 1895년 6월 17일에 설치된 대만총독부의 군무국이 1897년 11월 1일을 기점으로 육군막료와 해군막료로 분리되었다. 육군막료는 1908년 10월 14일에 육군부를 거쳐, 1919년 8월 20일에 군급 부대인 대만군으로 전환되었다. 부대는 이틀 후의 22일부터 업무를 개시하였다.
루거우차오 사건 이후 1937년 8월 15일에 대만 수비대가 2차 편성된 상하이 파견군으로 전속하여 중일전쟁에 참전하게 됨에 따라 후지시게 지대(藤重支隊 ふじしげじたい[*]), 대만 혼성여단를 거쳐 제48사단이 되었다. 부대는 난징 학살을 일으켰다.
1938년 2월 23일, 국민혁명당 공군, 소련 붉은 군대 공군의 쑹산 공습으로 일본 제국 육군 항공대가 운영하던 타이호쿠난 비행장)이 피해를 입었다.
1943년 11월 25일, 신치쿠 비행장이 국민혁명당 공군과 미국 육군 항공대(USAAF) 제14공군, 중미공군혼합단(CACW, 중국어: 中美空軍混合團)의 공습받았다
태평양 전쟁에서 연합군에게 밀리면서 위기감을 느낀 육군성의 명령에 따라 1944년에 창설된 제10방면군과 제8비행사단, 제50사단, 제66사단을 편성하였다. 이때부터 대만군 사령관은 제10방면군 사령관직을 겸직하였다.
1945년 2월 1일, 대만군관구로 재편성되었다. 5월 31일에 USAAF 제5공군에 의한 타이베이 대공습으로 피해를 입었으나, 연합군의 상륙작전이 없었기에 본격적인 전투는 겪지 않고 타이베이에서 종전을 맞이하였다.

## 간부

### 사령장관
| 순번 | 계급 | 성명              | 취임일          | 이임일           | 비고       |
| ---- | ---- | ----------------- | --------------- | ---------------- | ---------- |
| 1대  | 대장 | 아카시 모토지로   | 1919년 8월 20일 | 1919년 10월 26일 | 사거(死去) |
| 2대  | 대장 | 시바 고로         | 1919년 11월 1일 | 1921년 5년 4일   |            |
| 3대  | 중장 | 후쿠다 마사타로   | 1921년 5월 4일  | 1923년 8월 6일   |            |
| 4대  | 중장 | 스즈키 소로쿠     | 1923년 8월 6일  | 1924년 8월 20일  |            |
| 5대  | 중장 | 스가노 히토이치   | 1924년 8월 20일 | 1926년 7년 28일  |            |
| 6대  | 중장 | 다나카 구니시게   | 1926년 7월 28일 | 1928년 8년 10일  |            |
| 7대  | 중장 | 히사카리 다카시   | 1928년 8월 10일 | 1930년 6월 3일   |            |
| 8대  | 중장 | 와타나베 소타로   | 1930년 6월 3일  | 1931년 8년 1일   |            |
| 9대  | 중장 | 마사키 진자부로   | 1931년 8월 1일  | 1932년 1월 9일   |            |
| 10대 | 중장 | 아베 노부유키     | 1932년 1월 9일  | 1933년 8월 1일   |            |
| 1대  | 중장 | 마쓰이 이와네     | 1933년 8월 1일  | 1934년 8월 1일   |            |
| 12대 | 중장 | 데라우치 히사이치 | 1934년 8월 1일  | 1935년 12월 2일  |            |
| 13대 | 중장 | 야나가와 헤이스케 | 1935년 12월 2일 | 1936년 8월 1일   |            |
| 14대 | 중장 | 하타 슌로쿠       | 1936년 8월 1일  | 1937년 8월 2일   |            |
| 15대 | 중장 | 후루소 모토오     | 1937년 8월 2일  | 1938년 9월 8일   |            |
| 16대 | 중장 | 고마다 도모오     | 1938년 9월 8일  | 1939년 12월 1일  |            |
| 17대 | 중장 | 우시지마 미쓰네   | 1939년 12월 1일 | 1940년 12월 2일  |            |
| 18대 | 중장 | 혼마 마사하루     | 1940년 12월 2일 | 1941년 11월 6일  |            |
| 19대 | 중장 | 안도 리키치       | 1941년 11월 6일 |                  |            |

### 참모장
| 순번 | 계급 | 성명              | 취임일           | 이임일         | 비고  |
| ---- | ---- | ----------------- | ---------------- | -------------- | ----- |
| 1대  | 소장 | 소다 고이치로     | 1919년 8월 20일  |                |       |
| 2대  | 소장 | 사토 고지로       | 1921년월2월 25일 |                |       |
| 3대  | 소장 | 와타나베 긴조     | 1924년 2월 4일   |                |       |
| 4대  | 소장 | 사토 네노스케     | 1927년 7월 26일  |                |       |
| 5대  | 소장 | 고바야시 다케시   | 1930년 4월 24일  |                |       |
| 6대  | 소장 | 시미즈 요시시게   | 1932년 4월 11일  |                |       |
| 7대  | 소장 | 오즈카 겐노스케   | 1933년 3월 18일  |                |       |
| 8대  | 소장 | 구와키 다카아키라 | 1934년 1월 22일  | 1935년 8월 1일 | [ 4 ] |
| 9대  | 소장 | 오기스 릿페이     | 1935년 8월 1일   |                |       |
| 10대 | 소장 | 하타 마사히사     | 1937년 3월 1일   |                |       |
| 11대 | 소장 | 다나카 히사카즈   | 1938년 2월 19일  | 9월 8일        |       |
| 12대 | 소장 | 오쓰 와로         | 1938년10월 15일  |                |       |
| 13대 | 소장 | 우에무라 미키오   | 1940년 3월 9일   |                |       |
| 14대 | 소장 | 와치 다카지       | 1941년 3월 1일   |                |       |
| 15대 | 소장 | 히구치 게이시치로 | 1942년 2월 20일  |                |       |
| 16대 | 소장 | 곤도 신바치       | 1943년 10월 29일 |                |       |
| 17대 | 소장 | 이사야마 하루키   | 1944년 7월 8일   |                |       |

## 부대

### 1930년
- 대만군 사령부: 막료, 병기부, 경리부, 군의부, 수의부, 법무부
- 대만군 군법회의: 재판부, 검찰부
- 타이베이 위수 형무소(타이베이)
- 대만수비대 사령부(타이베이)
  - 대만보병 제1연대(타이베이, 현재 중정기념당)
    - 제1대대: 제1중대, 제2중대(이란), 제3중대, 제4중대
    - 제2대대: 제5중대, 제6중대, 제7중대, 제8중대
    - 제3대대(타이중): 제9중대, 제10중대, 제11중대, 제12중대
    - 기관총대(타이베이)

  - 대만보병 제2연대(타이난, 현재 국립 성공 대학 광푸 교구  옛 대만보병 제2연대 막사
    - 제1대대: 제1중대, 제2중대, 제3중대, 제4중대
    - 제2대대: 제5중대, 제6중대, 제7중대, 제8중대
    - 제3대대(화롄항): 제9중대(위리진), 제10중대, 제11중대(타이둥), 제12중대, 海鼠山 분견대; 1930년 폐지
    - 기관총대(타이난)
- 대만 산포병대대(타이베이, 현재 국가양청원): 제1중대, 제2중대
- 비행 제8연대(핑둥): 제1중대, 제2중대, 재료창
- 지룽 중포병대대: 제1중대, 제2중대
- 마쭈 중포병대대: 제1중대, 제2중대
- 지룽 요새 사령부, 펑후섬 요새 사령부
- 지룽 위수병원
- 타이베이 위수병원: 타이중분원, 이란 분원, 베이터우 분원
- 타이난 위수병원: 제목 분원, 펑둥 분원, 화롄항 분원, 위리진 분원, 타이둥 분원
- 펑후섬 위수병원
- 대만 헌병대
- 육군운송부 지룽출장소
- 후커우 연습장(후커우 장), 자이 연습장(바이허 장)[5][6]

### 1941년
- 대만군 사령부: 막료, 병기부, 경리부, 군의부, 수의부, 법무부
- 대만군 군법회의
- 대만군 무선전신교습소
- 대만 육군구금소 (원래 위수형무소)
- 대만 제3부대
  - 제1대대: 제1중대, 제2중대, 제3중대
  - 제2대대: 제4중대, 제5중대, 제6중대
  - 포총대
- 대만 제4부대
  - 제1대대: 제1중대, 제2중대, 제3중대
  - 제2대대: 제4중대, 제5중대, 제6중대
  - 포총대
- 대만 제5부대: 제1중대, 제2중대
- 대만 제6부대: 제1중대, 제2중대
- 대만 제72부대: 제1중대, 제2중대, 제3중대, 재료창
- 대만 제73부대: 제1중대, 제2중대
- 대만 제82부대
- 지룽 요새 사령부, 펑후섬 요새 사령부, 타카오 요새 사령부
- 대만 육군 병사부, 타이난 육군 병사부
- 대만 육군 창고: 타카오 지창, 지룽출장소, 자이 출장소, 타이난 출장소
- 지룽 육군병원
- 대만 육군병원: 위엔산 분실, 이란 분원, 베이터우 분원
- 타이난 육군병원: 본원, 공위엔 분실, 자이 분원, 타카오 분원
- 타이중 육군병원
- 펑둥 육군병원
- 펑후섬 육군병원
- 후커우 연습장
- 대만 제31부대: 제2대대, 비행장대대
- 대만 제32부대: 제1대대, 제2대대, 제3대대, 비행장대대
- 대만 제33부대: 제1대대, 제2대대, 비행장대대
- 대만 제34부대
- 타이베이 헌병대, 타이난 헌병대
- 육군항공공창 펑둥 지창
- 선박사령부 제목 지부, 지룽출장소[7]

### 1944년 3월
- 대만군 사령부(사령관: 안도 리키치)
- 대만보병 제1연대 보충대, 대만보병 제2연대 보충대
- 보병 제47연대 보충대, 보병제 48연대 보충대
- 산포병 제48연대 보충대
- 공병 제48연대 보충대
- 치중병 제48연대 보충대
- 고사포 제161연대, 고사포 제162연대
- 대만군 항공정보대
- 펑후섬 요새, 지룽 요새, 타카오 요새
- 특설경비대 제501, 502, 551, 552대대
- 특설경비대 제501, 503, 505, 507~10중대
- 대만군 교육대

## 같이 보기
- 타이완인 일본군인
  - 다카사고 의용대
- 관동군
- 조선군

## 참조

### 인용
1. ↑  “官報” (일본어) (2124). 1919년 9월 2일.
2. ↑  秦郁彦 2005, 355쪽, 「第10方面軍司令官」.
3. ↑  秦郁彦 2005, 360쪽, 「台湾軍司令官」.
4. ↑  “官報” (일본어) (第2575号). 1935년 8월 2일.
5. ↑  《臺灣官民職員錄》. 臺灣文官武官民間職員錄發行所. 1928년 8월 18일.
6. ↑  《대臺灣官民職員錄》. 臺灣文官武官民間職員錄發行所. 1930년 9월 30일.
7. ↑  “台湾軍将校職員表 昭16年”. アジア歴史資料センター. 1941. 2022년 2월 25일에 원본 문서에서 보존된 문서. 2022년 2월 25일에 확인함.

### 자료
- 秦郁彦 (2005). 《日本陸海軍総合事典》 (일본어) 2판. 東京大学出版会.